# Total verknallt in Tad Hamilton
Total verknallt in Tad Hamilton ist eine US-amerikanische Filmkomödie von Robert Luketic aus dem Jahr 2004.

## Handlung
Rosalee Futch und Pete Monash arbeiten in einem Supermarkt in einer Kleinstadt in West Virginia. Pete ist heimlich in Rosalee verliebt, er ist jedoch zu schüchtern, ihr seine Gefühle zu offenbaren.
Rosalee Futch gewinnt eines Tages eine Verabredung mit dem Filmstar Tad Hamilton. Sie trifft sich mit ihm in Kalifornien und spricht mit ihm über Werte im Leben. Der Filmstar ist von Rosalee sehr angetan und verliebt sich in sie. Er folgt ihr nach West Virginia, wo er eine Farm kauft. Innerhalb kürzester Zeit entwickelt sich zwischen den beiden eine Liebesbeziehung, was von Pete, der Rosalee eigentlich endlich seine Liebe gestehen wollte, mit äußerstem Missfallen gesehen wird. Er versucht mehrmals erfolglos zu verhindern, dass sich die beiden näherkommen. Schließlich gibt er auf und sagt Tad, dass er ihn in Stücke reißen werde, falls er Rosalee das Herz brechen sollte. 
Tad bekommt eine neue Rolle in einem Hollywood-Film und will, dass Rosalee ihn zu den Dreharbeiten begleitet, doch sie hat inzwischen Zweifel an der Beziehung. Tad kann diese jedoch zerstreuen, indem er ihr von ihren sechs verschiedenen Arten zu lächeln vorschwärmt. Allerdings weiß er dies von Pete, der ihm dies in seiner Schwärmerei für Rosalee verraten hat. 
Nach einem Gespräch mit der Barkeeperin Angelica entschließt sich Pete, doch noch Rosalee seine Liebe zu gestehen. Er trifft sie beim Packen für ihre Reise zu den Dreharbeiten mit Tad an und offenbart ihr seine Gefühle. Rosalee ist verwirrt, hält aber an ihrer Reise mit Tad fest und sagt Pete, dass es ihr leid tue. 
Als sie am nächsten Morgen mit Tad in seinem Privatflieger sitzt, gesteht er ihr, dass er von Rosalees sechs verschiedenen Arten zu lächeln von Pete weiß. Rosalee wird daraufhin klar, dass sie Pete, den sie bereits seit 22 Jahren kennt, auch ihr ganzes Leben geliebt hat, und bittet Tad, mit der Maschine umzudrehen. Wieder in ihrer Heimatstadt erfährt sie von der Barkeeperin Angelica, dass Pete gerade dabei ist, die Stadt zu verlassen. Rosalee leiht sich von ihrer Freundin Cathy das Auto und schafft es, Petes Wagen auf der Straße einzuholen. Sie gesteht ihm ihre Liebe und die beiden sind glücklich vereint.

## Hintergrund
Der Film wurde unter anderen in Los Angeles, in Santa Monica und in Charleston (West Virginia) gedreht. Die Dreharbeiten des Films begannen am 12. Mai 2003 und endeten am 22. Juli 2003. Seine Produktionskosten betrugen schätzungsweise 24 Millionen US-Dollar. Der Film spielte in den Kinos weltweit rund 20,9 Millionen US-Dollar ein, davon knapp 17,1 Millionen US-Dollar in den USA. Die Weltpremiere feierte der Film am 23. Januar 2004 in den USA. In Deutschland war er ab dem 22. Juli 2004 zu sehen.
Amy Smart ist mit einem Cameo-Auftritt in dem eingangs des Films gezeigten Ausschnitts der Kinovorführung eines während des Zweiten Weltkrieges spielenden Film auf der Leinwand zu sehen. In einem weiteren Cameo-Auftritt ist David Daskal in der Bar zu sehen.
Josh Lucas lehnte das Angebot ab, die Rolle des Tad zu übernehmen.

## Kritik
Peter Travers schrieb in der Zeitschrift Rolling Stone vom 29. Januar 2004, die Schauspieler würden hart gegen das „schizoide“ Drehbuch und die der „Zuckerwatte“ ähnelnde Regie kämpfen. Die Schlacht sei jedoch verloren.
Das Lexikon des internationalen Films schrieb, der Film sei eine „konturlose romantische Komödie mit viel Pop-Musik“, die nicht über die Erfüllung der Konventionen des Genres hinausgehe.

## Auszeichnungen
Der Film erhielt im Jahr 2004 acht Nominierungen für den Teen Choice Award, darunter als Bester Film sowie – in jeweils mehreren Kategorien – für Kate Bosworth, Topher Grace und Josh Duhamel.